# Edo Schoonbeek
Edo Schoonbeek (1971) is online cartoonist en tekstschrijver voor televisie.
Voor het internetmagazine Spunk maakt hij wekelijks de cartoon Kelvin. Hij regisseerde videoclips van onder andere Lange Frans en Alderliefste en was tekstschrijver voor de televisieprogramma's Vara Live, Vara Laat, De Wereld Draait Door, Koppensnellers en De Kwis.
Sinds 2005 maakt hij, samen met Arjen Lubach en Pieter Jouke, de internetsite Buro Renkema. 12 september 2009 was de eerste nieuwe aflevering van het achtste seizoen van het televisieprogramma Koefnoen. Schoonbeek was samen met Lubach verantwoordelijk voor het programmaonderdeel Rapservice.
- International Standard Name Identifier: 0000 0003 8792 796X
- Nederlandse Thesaurus van Auteursnamen: 242388930
- Virtual International Authority File: 190252646
- WorldCat: E39PBJc7YcxWmyfjKXR48WBXVC